# Getafe Club de Fútbol 2022-2023
Questa voce raccoglie le informazioni riguardanti il Getafe Club de Fútbol nelle competizioni ufficiali della stagione 2022-2023.

## Maglie e sponsor
| Casa | Trasferta | Terza maglia |

Sponsor tecnico : Joma 

Sponsor ufficiale: Tecnocasa Group

## Rosa
| N. |                       | Ruolo | Calciatore        |
| -- | --------------------- | ----- | ----------------- |
| 1  | Spagna (bandiera)     | P     | Kiko Casilla      |
| 2  | Togo (bandiera)       | D     | Djené             |
| 3  | Argentina (bandiera)  | D     | Fabrizio Angileri |
| 4  | Uruguay (bandiera)    | D     | Gastón Álvarez    |
| 5  | Spagna (bandiera)     | C     | Luis Milla        |
| 6  | Portogallo (bandiera) | D     | Domingos Duarte   |
| 7  | Spagna (bandiera)     | A     | Jaime Mata        |
| 8  | Spagna (bandiera)     | C     | Jaime Seoane      |
| 9  | Spagna (bandiera)     | A     | Portu             |
| 10 | Turchia (bandiera)    | A     | Enes Ünal         |
| 11 | Spagna (bandiera)     | C     | Carles Aleñá      |
| 12 | Francia (bandiera)    | C     | Jordan Amavi      |

| N. |                     | Ruolo | Calciatore         |
| -- | ------------------- | ----- | ------------------ |
| 13 | Spagna (bandiera)   | P     | David Soria        |
| 14 | Spagna (bandiera)   | A     | Juanmi Latasa      |
| 15 | Paraguay (bandiera) | D     | Omar Alderete      |
| 16 | Spagna (bandiera)   | C     | Ángel Algobia      |
| 17 | Marocco (bandiera)  | A     | Munir              |
| 18 | Uruguay (bandiera)  | C     | Mauro Arambarri    |
| 19 | Spagna (bandiera)   | A     | Borja Mayoral      |
| 20 | Serbia (bandiera)   | C     | Nemanja Maksimović |
| 21 | Spagna (bandiera)   | D     | Juan Iglesias      |
| 22 | Uruguay (bandiera)  | D     | Damián Suárez      |
| 23 | Serbia (bandiera)   | D     | Stefan Mitrović    |
| 24 | Spagna (bandiera)   | C     | Gonzalo Villar     |

## Calciomercato

### Sessione estiva
| Acquisti         | Acquisti          | Acquisti            | Acquisti                  |
| R.               | Nome              | da                  | Modalità                  |
| ---------------- | ----------------- | ------------------- | ------------------------- |
| A                | Borja Mayoral     | Real Madrid         | definitivo (10 milioni €) |
| C                | Luis Milla        | Granada             | definitivo (5 milioni €)  |
| D                | Domingos Duarte   | Granada             | definitivo (750 mila €)   |
| A                | Munir             | Siviglia            | gratuito                  |
| C                | Jaime Seoane      | Huesca              | gratuito                  |
| D                | Fabrizio Angileri | River Plate         | gratuito                  |
| P                | Kiko Casilla      | Leeds Utd           | gratuito                  |
| D                | Omar Alderete     | Hertha Berlino      | prestito                  |
| A                | Portu             | Real Sociedad       | prestito                  |
| D                | Jordan Amavi      | Olympique Marsiglia | prestito                  |
| A                | Juanmi Latasa     | Real Madrid         | prestito                  |
| Altre operazioni |                   |                     |                           |
| R.               | Nome              | da                  | Modalità                  |
| A                | Hugo Duro         | Valencia            | fine prestito             |
| D                | Chema             | Eibar               | fine prestito             |
| D                | Ignasi Miquel     | Eibar               | fine prestito             |
| D                | Miguel Rubio      | Burgos              | fine prestito             |
| A                | Darío Poveda      | Huesca              | fine prestito             |
| A                | Jack Harper       | Racing Santander    | fine prestito             |

| Cessioni         | Cessioni               | Cessioni        | Cessioni                    |
| R.               | Nome                   | da              | Modalità                    |
| ---------------- | ---------------------- | --------------- | --------------------------- |
| D                | Mathías Olivera        | Napoli          | definitivo (16,5 milioni €) |
| A                | Hugo Duro              | Valencia        | definitivo (4 milioni €)    |
| P                | Rubén Yáñez            | Malaga          | gratuito                    |
| D                | Chema                  | Eibar           | gratuito                    |
| D                | Miguel Rubio           | Granada         | gratuito                    |
| D                | Ignasi Miquel          | Granada         | gratuito                    |
| A                | Jack Harper            | Hércules        | prestito                    |
| C                | Jakub Jankto           | Sparta Praga    | prestito                    |
| D                | Jonathan Silva         | Granada         | prestito                    |
| D                | Erick Cabaco           | Granada         | prestito                    |
| A                | Darío Poveda           | Ibiza           | prestito                    |
| C                | Sabit Abdulai          | Ponferradina    | prestito                    |
| Altre operazioni |                        |                 |                             |
| R.               | Nome                   | da              | Modalità                    |
| A                | Borja Mayoral          | Roma            | fine prestito               |
| C                | Óscar Rodríguez Arnaiz | Siviglia        | fine prestito               |
| D                | Jorge Cuenca           | Villarreal      | fine prestito               |
| C                | Gonzalo Villar         | Roma            | fine prestito               |
| C                | Florentino Luís        | Benfica         | fine prestito               |
| A                | Sandro Ramírez         | Huesca          | fine prestito               |
| C                | Okay Yokuşlu           | Celta Vigo      | fine prestito               |
| C                | Vitolo                 | Atlético Madrid | fine prestito               |

### Sessione invernale
| Acquisti | Acquisti       | Acquisti | Acquisti      |
| R.       | Nome           | da       | Modalità      |
| -------- | -------------- | -------- | ------------- |
| C        | Gonzalo Villar | Roma     | prestito      |
| A        | Darío Poveda   | Ibiza    | fine prestito |

| Cessioni | Cessioni     | Cessioni     | Cessioni |
| R.       | Nome         | da           | Modalità |
| -------- | ------------ | ------------ | -------- |
| A        | Darío Poveda | Cartagena FC | prestito |

## Risultati

### Primera División

#### Girone di andata
| Arbitro: | Sánchez Martínez |

|  |           |                               |
|  | Marcatori | 15’, 59’ Morata 75’ Griezmann |

| Arbitro: | Muñiz Ruiz |

|                                              |           |               |
| Stuani 42’ Duarte 47’ (aut.) Castellanos 64’ | Marcatori | 73’ Enes Ünal |

| Getafe 28 agosto 2022, ore 17:30 CEST 3ª giornata | Getafe           | 0 – 0 referto | Villarreal | Stadio Coliseum Alfonso Pérez (9 815 spett.)\| Arbitro: \| Figueroa Vázquez \| |
| Arbitro:                                          | Figueroa Vázquez |               |            |                                                                                |

| Arbitro: | Munuera Montero |

|                                                       |           |             |
| Lato 7’ Lino 14’ Castillejo 16’ González 65’ Duro 68’ | Marcatori | 78’ Álvarez |

| Arbitro: | Pulido Santana |

|                      |           |            |
| Ünal 45+5’ Aleñá 48’ | Marcatori | 20’ Méndez |

| Arbitro: | Díaz de Mera Escuderos |

|  |           |                             |
|  | Marcatori | 30’ J. Iglesias 76’ Álvarez |

| Arbitro: | Muñiz Ruiz |

|                              |           |                                |
| Borja Mayoral 29’ Suárez 31’ | Marcatori | 20’ (rig.), 37’ León 49’ Plano |

| Arbitro: | Mateu Lahoz |

|  |           |            |
|  | Marcatori | 3’ Militão |

| Madrid 14 ottobre 2022, ore 21:00 CEST 9ª giornata | Rayo Vallecano | 0 – 0 referto | Getafe | Stadio Vallecas (13 076 spett.)\| Arbitro: \| Melero López \| |
| Arbitro:                                           | Melero López   |               |        |                                                               |

| Arbitro: | Munuera Montero |

|                     |           |                              |
| Aleñá 27’ Munir 76’ | Marcatori | 2’ I. Williams 62’ R. García |

| Arbitro: | Pablo González Fuertes |

|           |           |               |
| Aidoo 89’ | Marcatori | 43’ Enes Ünal |

| Arbitro: | Soto Grado |

|  |           |          |
|  | Marcatori | 54’ Ünal |

| Getafe 5 novembre 2022, ore 14:00 CEST 13ª giornata | Getafe              | 0 – 0 referto | Cadice | Coliseum Alfonso Pérez (10 554 spett.)\| Arbitro: \| Hernández Hernández \| |
| Arbitro:                                            | Hernández Hernández |               |        |                                                                             |

| Arbitro: | Muñiz Ruiz |

|                   |           |  |
| Leo Baptistao 26’ | Marcatori |  |

| Arbitro: | Alberola Rojas |

|                        |           |  |
| Borja Mayoral 51’, 78’ | Marcatori |  |

| Arbitro: | Martínez Munuera |

|                   |           |             |
| Acuña 36’ Mir 80’ | Marcatori | 87’ Mayoral |

| Arbitro: | Figueroa Vázquez |

|              |           |           |
| Enes Ünal 7’ | Marcatori | 6’ Joselu |

| Arbitro: | Villanueva |

|           |           |  |
| Pedri 35’ | Marcatori |  |

| Arbitro: | Cuadra Fernández |

|  |           |                     |
|  | Marcatori | 86’ (rig.) Iglesias |

#### Girone di ritorno
| Arbitro: | Mateu Lahoz |

|            |           |                      |
| Correa 60’ | Marcatori | 83’ (rig.) Enes Ünal |

| Arbitro: | de Mera Escuderos |

|               |           |                      |
| Enes Ünal 77’ | Marcatori | 38’ (aut.) Arambarri |

| Arbitro: | Melero López |

|             |           |  |
| Mayoral 82’ | Marcatori |  |

| Arbitro: | Figueroa Vázquez |

|                           |           |         |
| Chukwueze 44’ Morales 52’ | Marcatori | 9’ Ünal |

| Arbitro: | Martínez Munuera |

|                                     |           |                                  |
| Enes Ünal 2’, 14’ Borja Mayoral 43’ | Marcatori | 54’ Castellanos 80’ M. Gutiérrez |

| Arbitro: | Hernández Hernández |

|                                   |           |                                     |
| Sobrino 39’ R. Alcaraz 82’ (rig.) | Marcatori | 61’ (rig.), 90+16’ (rig.) Enes Ünal |

| Arbitro: | Mateu Lahoz |

|                      |           |  |
| Munir 50’ Ünal 90+5’ | Marcatori |  |

| Bilbao 1º aprile 2023, ore 16:15 CEST 27ª giornata | Athletic Bilbao | 0 – 0 referto | Getafe | San Mamés (43 782 spett.)\| Arbitro: \| Villanueva \| |
| Arbitro:                                           | Villanueva      |               |        |                                                       |

| Arbitro: | Melero López |

|                          |           |  |
| Oyarzabal 45+2’ Kubo 60’ | Marcatori |  |

| Getafe 16 aprile 2023, ore 16:15 CEST 29ª giornata | Getafe         | 0 – 0 referto | Barcellona | Coliseum Alfonso Pérez (14 584 spett.)\| Arbitro: \| Pulido Santana \| |
| Arbitro:                                           | Pulido Santana |               |            |                                                                        |

| Arbitro: | González Fuertes |

|                                   |           |                   |
| Lee Kang-in 56’, 90+5’ Raíllo 64’ | Marcatori | 23’ Borja Mayoral |

| Arbitro: | Alberola Rojas |

|                   |           |                |
| Borja Mayoral 71’ | Marcatori | 7’, 58’ Suárez |

| Arbitro: | Sánchez Martínez |

|            |           |  |
| Joselu 38’ | Marcatori |  |

| Arbitro: | Cuadra Fernández |

|                     |           |  |
| Enes Ünal 3’ (rig.) | Marcatori |  |

| Arbitro: | Martínez Munuera |

|             |           |  |
| Asensio 70’ | Marcatori |  |

| Arbitro: | Iglesias Villanueva |

|          |           |          |
| Munir 8’ | Marcatori | 46’ Boyé |

| Arbitro: | De Burgos Bengoetxea |

|  |           |              |
|  | Marcatori | 68’ Alderete |

| Arbitro: | Mateu Lahoz |

|                     |           |          |
| Latasa 39’ Mata 90’ | Marcatori | 2’ Ávila |

| Valladolid 4 giugno 2023, ore 21:00 CEST 38ª giornata | Real Valladolid | 0 – 0 referto | Getafe | Stadio municipale José Zorrilla (25 517 spett.)\| Arbitro: \| Munuera Montero \| |
| Arbitro:                                              | Munuera Montero |               |        |                                                                                  |

### Coppa di Spagna
| Arbitro: | Gil Manzano |

|                               |           |                                            |
| Vázquez 19’ Santisteban 90+5’ | Marcatori | 48’ Latasa 80’ Enes Ünal 99’ Borja Mayoral |

| Arbitro: | Gil Manzano |

|  |           |                |
|  | Marcatori | 31’, 53’ Munir |

| Arbitro: | Sánchez Martínez |

|                                       |           |                |
| Postigo 52’ Á. Muñoz 62’ Wesley 90+1’ | Marcatori | 34’, 56’ Munir |

## Statistiche

### Statistiche di squadra
| Competizione | Punti | In casa | In casa | In casa | In casa | In casa | In casa | In trasferta | In trasferta | In trasferta | In trasferta | In trasferta | In trasferta | Totale | Totale | Totale | Totale | Totale | Totale | DR  |
| Competizione | Punti | G       | V       | N       | P       | Gf      | Gs      | G            | V            | N            | P            | Gf           | Gs           | G      | V      | N      | P      | Gf     | Gs     | DR  |
| ------------ | ----- | ------- | ------- | ------- | ------- | ------- | ------- | ------------ | ------------ | ------------ | ------------ | ------------ | ------------ | ------ | ------ | ------ | ------ | ------ | ------ | --- |
| Liga         | 42    | 19      | 7       | 6       | 6       | 21      | 20      | 19           | 3            | 6            | 10           | 13           | 25           | 38     | 10     | 12     | 16     | 34     | 45     | -11 |
| Coppa del Re | -     | -       | -       | -       | -       | -       | -       | 3            | 2            | 0            | 1            | 7            | 5            | 3      | 2      | 0      | 1      | 7      | 5      | +2  |
| Totale       | -     | 19      | 7       | 6       | 6       | 21      | 20      | 22           | 5            | 6            | 11           | 20           | 30           | 41     | 12     | 12     | 17     | 41     | 50     | -9  |

### Andamento in campionato
| Giornata  | 1  | 2  | 3  | 4  | 5  | 6  | 7  | 8  | 9  | 10 | 11 | 12 | 13 | 14 | 15 | 16 | 17 | 18 | 19 | 20 | 21 | 22 | 23 | 24 | 25 | 26 | 27 | 28 | 29 | 30 | 31 | 32 | 33 | 34 | 35 | 36 | 37 | 38 |
| --------- | -- | -- | -- | -- | -- | -- | -- | -- | -- | -- | -- | -- | -- | -- | -- | -- | -- | -- | -- | -- | -- | -- | -- | -- | -- | -- | -- | -- | -- | -- | -- | -- | -- | -- | -- | -- | -- | -- |
| Luogo     | C  | T  | C  | T  | C  | T  | C  | C  | T  | C  | T  | T  | C  | T  | C  | T  | C  | T  | C  | T  | C  | C  | T  | C  | T  | C  | T  | T  | C  | T  | C  | T  | C  | T  | C  | T  | C  | T  |
| Risultato | P  | P  | N  | P  | V  | V  | P  | P  | N  | N  | N  | V  | N  | P  | V  | P  | P  | P  | P  | N  | N  | V  | P  | V  | N  | V  | N  | P  | N  | P  | P  | P  | V  | P  | N  | V  | V  | N  |
| Posizione | 20 | 20 | 18 | 19 | 18 | 14 | 14 | 16 | 16 | 17 | 17 | 14 | 13 | 15 | 14 | 13 | 15 | 16 | 19 | 19 | 19 | 16 | 19 | 16 | 18 | 13 | 14 | 15 | 15 | 16 | 18 | 18 | 18 | 18 | 17 | 16 | 14 | 15 |

Legenda:

Luogo: C = Casa; T = Trasferta. Risultato: V = Vittoria; N = Pareggio; P = Sconfitta.